# Olivier Dall'Oglio
Pour les articles homonymes, voir Dall'Oglio.
Olivier Dall'Oglio, né le 16 mai 1964 à Alès (Gard), est un footballeur français, reconverti en entraîneur.

## Biographie
Olivier Dall'Oglio joue 384 matches chez les professionnels avant qu’une blessure aux ligaments croisés ne mette un terme prématuré à sa carrière à 32 ans.
Lors de l'intersaison 1996, il participe à Clairefontaine au stage de l'UNFP destiné aux joueurs sans contrat.
En mars 2002, après deux sessions de stage et une semaine d'examens, il est admis au certificat de formateur de football (CFF). Depuis mai 2006, il est titulaire du DEPF (diplôme d'entraîneur professionnel de football).
En 2006 il encadre le stage estival de l'UNFP (groupe Sud) destiné aux joueurs sans contrat.
Après avoir été l'entraîneur de la réserve de l'Olympique d'Alès (DH), du Nîmes Olympique (CFA2) et de l'ESTAC Troyes (CFA) en 2007, Olivier Dall'Oglio revient sur sa terre natale entraîner l'équipe fanion de l'Olympique d'Alès en Division d'Honneur. Il repart en novembre 2008 laissant l'OAC dans une situation maussade (après une honnête saison 2008) pour aller renforcer le staff technique de la sélection des Émirats arabes unis.

### Dijon FCO

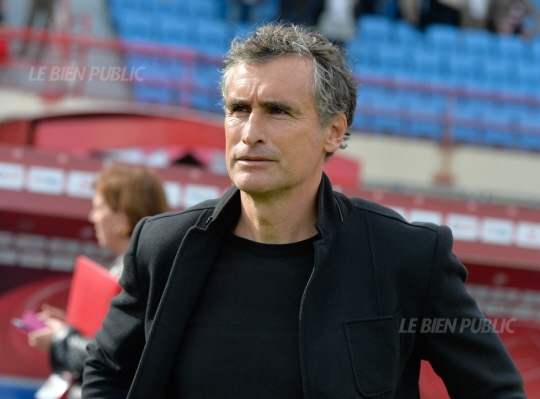
Olivier Dall'Oglio au Dijon FCO, en 2016.

Le 1er juin 2012, il est officialisé entraîneur du Dijon FCO, tout juste relégué en Ligue 2, à la place de Patrice Carteron, dont il était jusqu'alors l'adjoint.
Le 20 mai 2017, après une remontée en Ligue 1 lors de la saison 2015-2016, il maintient son équipe dans l'élite pour la première fois de son histoire (en terminant à la 16e place). Après une première moitié de saison compliquée, il est démis de ses fonctions le 31 décembre 2018 et est remplacé par Antoine Kombouaré.

### Stade brestois
Le 31 mai 2019, il devient le nouvel entraîneur du Stade brestois 29, promu en Ligue 1.
Après une première saison (2019-20) plutôt satisfaisante (saison arrêtée à la J28 pour cause de covid-19), l'entraineur originaire d'Alès vit une deuxième saison bien plus complexe, obtenant le maintien à la dernière journée de la saison, malgré une défaite contre le PSG (0-2).

### Montpellier HSC
Le 1er juin 2021, il échange son poste d'entraineur avec Michel Der Zakarian pour Montpellier HSC (ce dernier quittant Montpellier pour Brest), et s'y engage pour 3 ans.
Le 17 octobre 2022, à la suite de résultats peu satisfaisants et une 11ème place décevante après 11 journées de championnat, il est démis de ses fonctions d'entraîneur.

### AS Saint-Étienne
Le 12 décembre 2023, il devient l'entraîneur de l'AS Saint-Étienne, en remplacement de Laurent Batlles. Il signe un contrat de six mois assorti d'une année supplémentaire en option,.
Lors de son premier match à la tête de l'équipe, le 16 décembre, les Verts font match nul contre les Girondins de Bordeaux à l'extérieur (0-0). Trois jours plus tard, les Stéphanois s'imposent à domicile face au SC Bastia (3-2), leur permettant ainsi de remonter à la 7e place du classement à l'issue des matchs aller.
De février à avril 2024, les Stéphanois restent invaincus pendant huit rencontres consécutives, dont sept victoires (notamment contre les deux premiers du classement, l'AJ Auxerre et l'Angers SCO), ce qui les emmène sur le podium. À la fin de ce mois, le club du Forez arrive à se hisser à la 2e place.
Les Verts redescendent cependant à la 3e position du classement à la fin du championnat en mai, les obligeant à jouer un play-off contre le Rodez AF (victoire, 2-0) puis un barrage aller-retour contre le FC Metz pour espérer être promus en Ligue 1. Finalement, début juin, cette double confrontation contre les Messins leur permet de retrouver l'élite (victoire, 2-1, puis match nul, 2-2).
Après le rachat de l'AS Saint-Étienne par le groupe canadien Kilmer Sports Ventures, son nouveau président, le sud-africain Ivan Gazidis, confirme qu'Olivier Dall'Oglio sera l'entraineur du club stéphanois pour la saison 2024-2025 en L1.
La première partie de saison en Ligue 1 est compliquée. Il faut attendre ainsi le 13 septembre 2024 pour que les Stéphanois décrochent leur première victoire, à domicile, face au LOSC Lille (1-0). Les hommes de Dall'Oglio n'arrivent surtout pas à s'imposer à l'extérieur (uniquement des défaites et des matchs nuls) et subissent notamment de lourdes défaites sur les pelouses du Stade brestois (4-0), de l'OGC Nice (8-0) et du Stade rennais (5-0). 
Le 14 décembre 2024, au lendemain de la défaite au Stadium de Toulouse contre le TFC (2-1) et après un bilan négatif à la trêve hivernale (quatre victoires, un nul, dix défaites), Olivier Dall'Oglio est démis de ses fonctions. Laurent Huard, directeur technique du centre de formation de l'ASSE, le remplace temporairement à la tête de l'équipe première, jusqu'à la prise de fonction du nouvel entraîneur, Eirik Horneland,.

## Carrière de joueur
- 1982-1989 : Olympique d'Alès (197 matchs en D2)
- 1989-1992 : RC Strasbourg (64 matchs en D2)
- 1992-1993 : Perpignan FC (32 matchs en D2)
- 1993-1996 : Stade rennais FC (24 matchs en D2 puis 26 en D1)[14]

## Statistiques d'entraîneur
| Saison                | Club                  | Championnat           | Championnat | Championnat | Championnat | Championnat | Coupes De France  | Coupes De France  | Coupes De France  | Coupes De France  | Coupe De La Ligue | Coupe De La Ligue | Coupe De La Ligue | Coupe De La Ligue | Total  | Total | Total | Total | % Victoires |
| Saison                | Club                  | Division              | Matchs      | V           | N           | D           | Matchs            | V                 | N                 | D                 | Matchs            | V                 | N                 | D                 | Matchs | V     | N     | D     | % Victoires |
| --------------------- | --------------------- | --------------------- | ----------- | ----------- | ----------- | ----------- | ----------------- | ----------------- | ----------------- | ----------------- | ----------------- | ----------------- | ----------------- | ----------------- | ------ | ----- | ----- | ----- | ----------- |
| 2007-2008             | Olympique d'Alès      | CFA                   | 26          | 14          | 6           | 6           | N'y participe pas | N'y participe pas | N'y participe pas | N'y participe pas | N'y participe pas | N'y participe pas | N'y participe pas | N'y participe pas | 26     | 14    | 6     | 6     | 54%         |
| 2008-2009             | Olympique d'Alès      | CFA                   | 5           | 3           | 2           | 0           | 1                 | 0                 | 0                 | 1                 | N'y participe pas | N'y participe pas | N'y participe pas | N'y participe pas | 6      | 3     | 2     | 1     | 50%         |
| Sous-total            | Olympique d'Alès      | CFA                   | 31          | 17          | 8           | 6           | 1                 | 0                 | 0                 | 1                 | N'y participe pas | N'y participe pas | N'y participe pas | N'y participe pas | 32     | 17    | 8     | 7     | 53%         |
| 2012-2013             | Dijon FCO             | Ligue 2               | 38          | 15          | 14          | 9           | 1                 | 0                 | 0                 | 1                 | 2                 | 1                 | 0                 | 1                 | 41     | 16    | 14    | 11    | 39%         |
| 2013-2014             | Dijon FCO             | Ligue 2               | 38          | 14          | 15          | 9           | 2                 | 1                 | 0                 | 1                 | 1                 | 0                 | 0                 | 1                 | 41     | 15    | 15    | 11    | 37%         |
| 2014-2015             | Dijon FCO             | Ligue 2               | 38          | 17          | 10          | 11          | 4                 | 3                 | 0                 | 1                 | 2                 | 1                 | 0                 | 1                 | 44     | 21    | 10    | 13    | 48%         |
| 2015-2016             | Dijon FCO             | Ligue 2               | 38          | 20          | 10          | 8           | 2                 | 1                 | 0                 | 1                 | 4                 | 3                 | 0                 | 1                 | 44     | 24    | 10    | 10    | 54%         |
| 2016-2017             | Dijon FCO             | Ligue 1               | 38          | 8           | 13          | 17          | 2                 | 1                 | 0                 | 1                 | 1                 | 0                 | 0                 | 1                 | 41     | 9     | 13    | 19    | 22%         |
| 2017-2018             | Dijon FCO             | Ligue 1               | 38          | 13          | 9           | 16          | 1                 | 0                 | 0                 | 1                 | 1                 | 0                 | 0                 | 1                 | 40     | 13    | 9     | 18    | 32%         |
| 2018-2019             | Dijon FCO             | Ligue 1               | 18          | 4           | 4           | 10          | 0                 | 0                 | 0                 | 0                 | 2                 | 1                 | 0                 | 1                 | 20     | 5     | 4     | 11    | 25%         |
| Sous-total            | Dijon FCO             | Ligue 2               | 152         | 66          | 49          | 37          | 12                | 6                 | 0                 | 6                 | 13                | 6                 | 0                 | 7                 | 270    | 102   | 75    | 93    | 38%         |
| Sous-total            | Dijon FCO             | Ligue 1               | 94          | 25          | 26          | 43          | 12                | 6                 | 0                 | 6                 | 13                | 6                 | 0                 | 7                 | 270    | 102   | 75    | 93    | 38%         |
| Sous-total            | Dijon FCO             | Ligue 1 Ligue 2       | 246         | 91          | 75          | 80          | 12                | 6                 | 0                 | 6                 | 13                | 6                 | 0                 | 7                 | 270    | 102   | 75    | 93    | 38%         |
| 2019-2020             | Stade Brestois        | Ligue 1               | 28          | 8           | 10          | 10          | 1                 | 0                 | 0                 | 1                 | 3                 | 2                 | 0                 | 1                 | 32     | 10    | 10    | 12    | 31%         |
| 2020-2021             | Stade Brestois        | Ligue 1               | 38          | 11          | 8           | 19          | 2                 | 1                 | 0                 | 1                 | Coupe supprimée   | Coupe supprimée   | Coupe supprimée   | Coupe supprimée   | 40     | 12    | 8     | 20    | 30%         |
| Sous-total            | Stade Brestois        | Ligue 1               | 66          | 19          | 18          | 29          | 3                 | 1                 | 0                 | 2                 | 3                 | 2                 | 0                 | 1                 | 72     | 22    | 18    | 32    | 31%         |
| 2021-2022             | Montpellier HSC       | Ligue 1               | 28          | 11          | 5           | 12          | 3                 | 2                 | 0                 | 1                 | Coupe supprimée   | Coupe supprimée   | Coupe supprimée   | Coupe supprimée   | 31     | 13    | 5     | 13    | 42%         |
| Sous-total            | Montpellier HSC       | Ligue 1               | 28          | 11          | 5           | 12          | 3                 | 2                 | 0                 | 1                 | Coupe supprimée   | Coupe supprimée   | Coupe supprimée   | Coupe supprimée   | 31     | 13    | 5     | 13    | 42%         |
| 2023-2024             | AS Saint-Etienne      | Ligue 2               | 24          | 14          | 6           | 4           | N'y participe pas | N'y participe pas | N'y participe pas | N'y participe pas | Coupe supprimée   | Coupe supprimée   | Coupe supprimée   | Coupe supprimée   | 24     | 14    | 6     | 4     | 58%         |
| Sous-total            | AS Saint-Etienne      | Ligue 2               | 24          | 14          | 6           | 4           | N'y participe pas | N'y participe pas | N'y participe pas | N'y participe pas | Coupe supprimée   | Coupe supprimée   | Coupe supprimée   | Coupe supprimée   | 24     | 14    | 6     | 4     | 58%         |
| Total sur la carrière | Total sur la carrière | Total sur la carrière | 395         | 152         | 112         | 131         | 19                | 9                 | 0                 | 10                | 16                | 8                 | 0                 | 8                 | 430    | 169   | 112   | 149   | 41%         |

## Palmarès

### Distinctions personnelles
- Élu meilleur entraîneur de Ligue 2 de l'année 2014 par France Football[15].
- Trophée UNFP du meilleur entraîneur de Ligue 2 de l'année 2016[16]
- Nommé pour le trophée UNFP du meilleur entraîneur de Ligue 1 en 2018
- Nommé pour le trophée UNFP du meilleur entraîneur de Ligue 2 en 2024